# Црвени (филм из 1981)
Црвени (енгл. Reds) је амерички епски биографски драмски филм из 1981. године, режисера Ворена Битија, у коме главне улоге тумаче Ворен Бити, Дајан Китон и Џек Николсон.
Филм говори о животу и каријери Џона Рида, новинара и писца који је забележио Октобарску револуцију у Русији у својој књизи из 1919. Десет дана који су потресли свет. Бити игра главну улогу заједно са Дајан Китон као Луиз Брајант и Џеком Николсоном као Јуџином О'Нилом.

## Радња
Филм је посвећен животу и раду америчког новинара, прозног писца и социјалисте Џона Рида, као и његовом односу са будућом супругом, новинарком Луиз Брајант, од 1915-1920. Филм садржи интервјуе са савременицима и пријатељима главних ликова, као и историјским личностима, укључујући Скота Ниринга, америчког мировног активисту, радикала већ 98 година. Међу осталим сведоцима су америчка новинарка Дороти Фрукс, утицајни новинар Џорџ Селдес и писац Хенри Милер.
Портланд, Орегон, 1915. Социјалисткиња Луиз Брајант (Дајан Китон) је на сопственој изложби и приказује сопствене голишаве слике, што се њеном супругу, стоматологу Пол Тралинџеру (Николас Костер), не свиђа. У либералном клубу који расправља о рату који је почео пре годину дана, она први пут среће радикалног новинара и нежења Џона Рида (Ворен Бити), кога наговара на целовечерњи интервју о међународној политици у свом стану. Девојка је заинтригирана новинарским идеализмом, млади се заинтересују једно за друго и одлуче да се поново сретну, што се дешава на вечери са Ридовом мајком. Позива Брајанта да пође са њим у Њујорк, али Луиз је забринута ко ће тамо отићи. Луиз схвата да је писање било њен једини бег од разочараног постојања у високом друштву. Након развода од досадног мужа, она прихвата Ридову понуду и сели се у Гринич Вилиџ у Њујорку у његов стан са натписом „Друштво неморала. Уђи“.
Луиз упознаје локалну заједницу комунистичких активиста и уметника, укључујући новинара Макса Истмана (Едвард Херман), анархисткињу Ему Голдман (Морин Стејплтон) и драмског писца Јуџина О'Нила (Џек Николсон). Рид је присутан на скупу комунистичких радника који растурају наоружани антикомунисти предвођени полицајцем. На Џонов савет, Луиз исправља понављање у чланку и показује га Хорасу Вигаму, уреднику Мета, који иза његових леђа мисли да је Џек губитник и покушава да флертује са њом. Луиз изазива бес на Џона, али они се брзо помире.
Рид, Брајант, Јуџин О'Нил и Макс Истман селе се у Провинстаун у Масачусетсу, где се концентришу на писање и учешће у локалном позоришту новог таласа.
1916. године Џон, опседнут жељом да промени свет, одлази у Чикаго, Сент Луис, где учествује у штрајковима „црвених“ лабуриста и покрива конвенцију Демократске странке, и одакле пише Луиз. У његовом одсуству, Јуџин показује интересовање за Луиз. Због чињенице да је Луис присталица отворене везе, започињу кратку романсу. По повратку, Џон види љубавнике који се љубе, али схвата да и даље воли Луиз и нуди јој руку и срце. После тајног брака, селе се са О'Нилом у Кротон на Хадсону, северно од Њујорка. Када је сазнао за венчање, Јуџин схвата да га је Луиз искористила да се уда за Рида и напушта је док је Џон био у Вашингтону.
Рид је у затвору због позивања против рата на милитаристичком скупу. Харијев доктор упозорава свог пријатеља да ће га, ако настави истим путем, болест бубрега докрајчити, Рид, сазнавши да његов репродуктивни систем није поремећен, каже да планира да има децу. На састанку Социјалистичке партије Америке, Рид, не-делегат, не добија одговор на питање да ли ће чланови странке бирати војни рок. Делегат Бостона Лоуис Фраина га позива да се придружи. Џон открива О'Нилову песму, дату Луиз пре одласка, она схвата да ју је муж више пута преварио и одлази.
Париз, 1917. Луиз, која активно ради за Вигар као ратни дописник, пише писма Џону, чија болест напредује, уклањају му бубрег. Пит Ван Вери, Ридов пријатељ, сматра да ће, ако бољшевици дођу на власт, источни фронт престати да постоји и рат ће се завршити. Рид, који критикује председника Вилсона, више се не штампа. Џон сазнаје од Пита да је Вигар отпустио Луиз пре неколико месеци. Бивши супружници су поново уједињени, упркос чињеници да је Рид контраиндикована на дуга путовања и стрес. Џон је уверен да ће се ускоро револуција из Русије проширити на друге земље и ускоро ће захватити цео свет. Одлази у Петроград. У возу среће делегата Џоа Лојског, кога је видео на конвенцији у Чикагу, који показује своје знање руског језика. Луиз, променивши мишљење, седа до њега. Успут, Џон учи језик, Џо забавља Луиз шалама. На граници први пут виде рањене војнике. Један од њих, 14-годишњи дечак са наочарима, каже да је после 3 месеца на фронту постао бољшевик и да више не жели да пролива крв, Џо то преводи Луиз. На железничкој станици, Ридов пријатељ Алекс Гомберг (Стефан Гриф) среће новинаре и смешта их у празан стан.
Џон чита у новинама о устанку против владе Керенског. Новинари пишу: „Керенски није дао народу ни мира ни хлеба. Сви знају да нешто мора да се деси, али нико не зна шта. Петроград не затвара очи, ноћ је време масовних митинга. рука, левица хоће мир, сви чекају акцију бољшевика. Вођа бољшевика Лењин је превише многострана личност да би га описали у неколико речи“.
Пар упознаје Владимира Лењина (Роџер Сломан) у ноћној улици. Луиз успева да на брзину поразговара са Григоријем Зиновјевом (Јежи Косински), који је рекао: „Понекад десет година значи мање од једног дана“. "Успео сам да интервјуишем Зиновјева у Смољном. Чули смо Троцког (Стуарт Ричман) како говори у Смољном. Ако је Лењин идеја, онда је Троцки акција, он је рођени агитатор. Сала у Смољном је била препуна. Неко је тражио да престаните да пушите и сви су узели овај слоган не испуштајући цигарету из уста Троцки је рекао: „Ми не желимо устанак, али ако Керенски изађе на нас, ми ћемо узвратити. А Лењин је вођа који снагом свог интелекта доминира гомилом. Овај човек се не манифестује као ватрени говорник, као Троцки, а ипак је Лењин тај који одређује стратегију и тактику бољшевика“.
Луиз захваљује Џону што ју је довео у град. На следећем штрајку, радник (Денис Пекарев), који добро зна енглески и већ четири године живи у Њујорку, преводи говоре говорника Џону. Сазнавши да свако може да говори, Рид, машући умотаним новинама, обраћа се публици кратким, али ватреним говором о светској револуцији и прекида буран аплауз. Бољшевици певају „Интернационалу“. Страст Луиз и Џона се распламсава са новом снагом, они активно присуствују митинзима и састанцима, постају пасивни учесници Октобарске револуције и сведоци олује зиме. На Лењиновом говору, Рид предаје Лојском обећану капу, он прикладно баца шешир на лустер. Пар дочекује Нову годину.
Њујорк, 1918. У станици се по налогу државног тужиоца одузимају рукописи за предстојећу књигу и шаљу у Вашингтон. Макс Истман упознаје пар. Инспирисан идејом револуције, Рид покушава да унесе дух комунизма у своју родну земљу. Луиз сведочи пред антикомунистичким комитетом америчког Сената. Рид посећује Ему Голдман у затвору, она одлучује да оде у Русију по пуштању. Рид се придружује Социјалистичкој партији Америке. Између радикалног Џона и умереног Луја Фраине постоји спор, партија је на ивици раскола.
Чикаго, 1919. Чланови извршног комитета, на челу са Ридом, нису пуштени у салу због недостатка мандата. Рида, који се пробио до подијума, позвана полиција тера напоље, са њим одлазе и неки од делегата који певају "Интернационале". Једногласно, новоформирана партија се преименује у „Комунистичка лабуристичка партија Америке“, Луис напрасно нуди да се придружи митингу СПА. Они одлучују да пошаљу Рида у Москву да успостави контакт са Коминтерном. Чувши речи свог радикалног мужа, Луиз напушта састанак. Она покушава да одговори Џону од путовања и прети да ће отићи ако изабере политику уместо писања, али он је упоран.
Џон прима документа на име Џејмс Гормли и тајно улази на брод. Након дуге раздвојености, Луиз посећује Јуџина О'Нила, окорели циник који се шали на рачун њеног промењеног погледа на живот. Погођена на земљу, девојка се враћа кући и открива губитак пса Џесија. Два агента ФБИ изненада су упала у кућу, стигавши да ухапсе Рида.
Рид се састаје са Григоријем Зиновјевом, али извршни комитет Коминтерне, који укључује Карла Радека (Јан Тржиска), одбија да подржи две различите америчке комунистичке партије и спреман је да то учини када се уједине. Зиновјев открива да је комитет одлучио да остави Рида у Русији до јула да ради за Биро за пропаганду, и инсистира да је револуција важнија од породице, али Џон одбија.
Рид је у Финској испитиван као совјетски шпијун. О'Нил помаже Луиз да стигне у Норвешку. Истражитељ згужва Луизино писмо. У затвору, Рид добија скорбут и он тражи од лекара који симпатише бољшевика да пренесе поруку његовој жени. Лоуисе у овом тренутку стиже у Финску на коњу и скијама. Још увек нема вести, али је Џон пуштен.
Петроград, 1920. Група војника среће Џона на станици и каже му да је Лењин пристао да га размени за 50 професора. Рид телеграфише Луиз више пута у Кротону на Хадсону. Од ње нема одговора. Џон се састаје са прогнаним Голдманом, који извештава о партијској линији и саветује га да заборави на своју жену, која наводно прима телеграме, али намерно ћути. Џон слуша Интернационалу у празном стану у коме је одсео са супругом. Доктор обавештава Луиз, која је стигла у фински затвор, да је њен муж пуштен, али није познато где се он налази.
На Конгресу Коминтерне, Ридове речи различито преводе делегати из различитих земаља, настаје забуна. Предлаже да се организује симултани превод на немачки, француски, италијански и шпански, а да енглески буде главни. Луис Фрајина преводи Џонове речи шпанској делегацији. Карл Радек не подржава Ридову жељу да усвоји резолуцију против антикомунистичких власти САД и ослободи политичке затворенике, чијем питању је било посвећено шест делегација. Упркос чињеници да га подржавају Луис Фрајина и британска делегација, дебата је прекинута већином гласова. Рид одбија да гласа за коначни документ и да даље учествује на Конгресу Коминтерне.
Ема примећује да бољшевици не испуњавају своја обећања, посебно „Фабрике за раднике, земља за сељаке“, прогоне неистомишљенике и уводе цензуру, Џон одговара да се њене теорије не укрштају са реалношћу и да је процес већ почео. Рид цепа свој документ о оставци пред Зиновјевом. У саставу делегације је послат возом за Баку. Народ истока одушевљено дочекује комунисте и објављује свети рат неверницима са запада. На железничкој станици, Голдман, који се спрема да крене, среће Луиз. Рид је незадовољан што је Зиновјев самовољно унео исправке у руски превод свог говора („свети рат“ уместо „класне борбе“) и оптужује револуционара да потискује индивидуалност. Неочекивано, белогардејци нападају воз, у збрци Џон трчи за одбијеном коњицом.
На московској железничкој станици, Луиз, са завезаним шалом, не примећује свог мужа међу делегацијом Зиновјева, али изненада открива Џона у близини. Пар се нежно грли. Ослабљени новинар се разболи од тифуса. У свом делиријуму, Џон чује капи испред прозора. Пита у ком својству Луиз жели да иде са њим у Њујорк. Тражећи шољу за воду, Луиз је добија из руку дечака, успут чувши „Оче наш“ над покојницима. Враћајући се, види лекаре окупљене на одељењу. Остала је сама са покојним мужем у коме му немо плаче на грудима.

## Улоге
| Глумац           | Улога                     |
| ---------------- | ------------------------- |
| Ворен Бити       | Џон Рид                   |
| Дајан Китон      | Луиз Брајант              |
| Едвард Херман    | Макс Истмен               |
| Јежи Косински    | Григориј Зиновјев         |
| Џек Николсон     | Јуџин О’Нил               |
| Пол Сорвино      | Луис С. Фраина            |
| Морин Стејплтон  | Ема Голдман               |
| Николас Костер   | Пол Тралингер             |
| Вилијам Данијелс | Џулијус Гербер            |
| М. Емет Волш     | говорник у клубу либерала |
| Ијан Волф        | господин Партлоу          |
| Беси Лав         | госпођа Партлоу           |
| Макс Рајт        | Флојд Дел                 |
| Џорџ Плимптон    | Хорас Вигам               |